# Erik Varden
Erik Varden OCSO, né le 13 mai 1974 à Sarpsborg (Norvège), est un moine trappiste et prélat catholique norvégien. Devenu catholique en 1993 et moine trappiste en 2002, il est abbé de son monastère (en Angleterre) en 2015. Le 1er octobre 2019. il est nommé évêque de Trondheim (Norvège). Il est connu également comme écrivain spirituel.

## Biographie
Erik Varden naît le 13 mai 1974 dans le sud de la Norvège dans une famille luthérienne. Il grandit dans le village de Degernes (en). Après l'obtention de son diplôme d'études de base dans son pays natal, il continue à étudier à l'Atlantic College, au pays de Galles jusqu'en 1992 et ensuite au Magdalene College de l'université de Cambridge de 1992 à 1995 avec l'obtention d'un Master of Arts.
Erik Varden devient catholique en juin 1993 et poursuit ses études avec un doctorat au St John's College de Cambridge et une licence à l'Institut pontifical oriental de Rome. En 2002, il entre comme novice à l'abbaye de Mount Saint Bernard, un monastère trappiste près de Coalville en Angleterre où il prononce ses premiers vœux le 1er octobre 2004 et sa profession solennelle le 6 octobre 2007. Il est ordonné prêtre pour cette communauté le 16 juillet 2011 par Malcolm McMahon OP, archevêque de Liverpool.

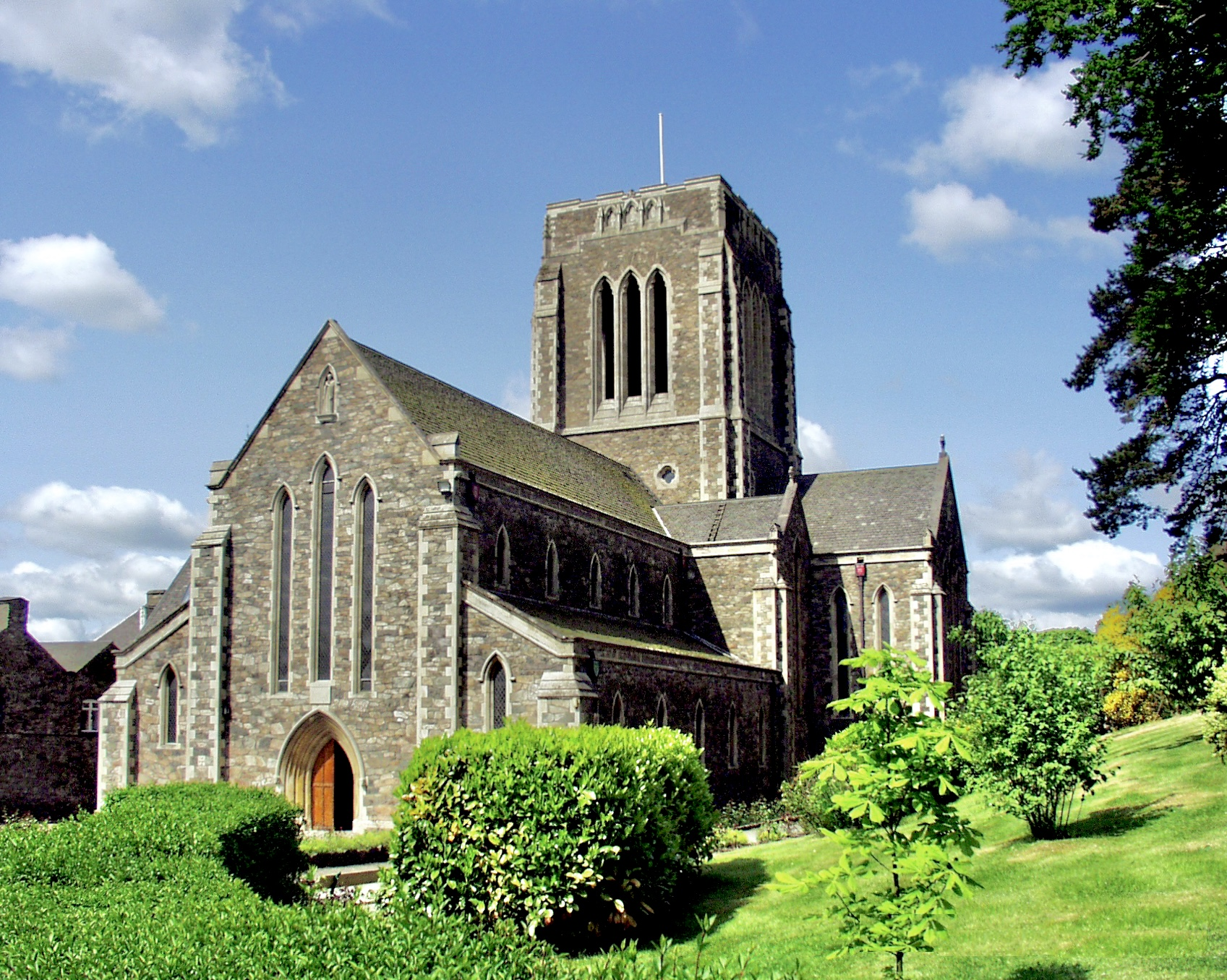
L'église abbatiale de Mount Saint-Bernard (Angleterre).

De 2011 à 2013, Erik Varen est professeur de langue syriaque, d'histoire monastique et d'anthropologie chrétienne à l'Athénée pontifical Saint-Anselme de Rome. En 2013, Erik Varden cesse d'enseigner à Rome et revient dans l'abbaye de Mount Saint Bernard, du fait de sa désignation comme administrateur supérieur. Le 16 avril 2015, il en est élu onzième abbé, devenant ainsi le premier abbé né hors des îles Britanniques.
Le 1er octobre 2019, Erik Varden est nommé, par le pape François, évêque-prélat de la prélature territoriale de Trondheim dans sa Norvège natale, poste qui était vacant depuis dix ans. Sa consécration épiscopale, prévue le 4 janvier 2020 et reportée initialement en raison de la période sabbatique qu'il a demandée et prise, et des restrictions COVID-19 qui ont suivi, est célébrée le 3 octobre 2020 en la cathédrale lutherienne historique de Nidaros par Bernt Ivar Eidsvig, évêque d'Oslo.
Le 31 août 2023, il est nommé administrateur apostolique de Tromsø.
Le 5 décembre 2023, il consacre l'église de la nouvelle petite communauté cistercienne de Munkeby dans son diocèse.
Écrivain spirituel (fréquent contributeur dans le Tablet) et auteur de plusieurs livres, Erik Varden est également un musicien qui étudia le chant grégorien sous la direction de Mary Berry (en), plus tard cofondateur du forum chant avec Margaret Truran de l'abbaye bénédictine de Stanbrook (en).

## Écrits
Erik Varden est auteur de livres et d'articles dans le domaine de la spiritualité et du monachisme chrétiens. On lui doit :
- (en) Erik Varden, Redeeming Freedom: The Principle of Servitude in Berulle [« Libérer la liberté: le principe de la servitude de Pierre de Bérulle »], EOS - Editions Sankt Ottilien, 2011, 260 p. (ISBN 978-3830674788) ;
- (en) Erik Varden, The Shattering of Loneliness: On Christian Remembrance [« L'éclatement de la solitude: le souvenir chrétien »], Bloomsbury Continuum, 2018, 192 p. (ISBN 978-1472953285) ;
  - En français: Erik Varden (trad. de l'anglais par Veronika Dorman), Quand craque la solitude : La mémoire et la vie, Les éditions du Cerf, 2019, 181 p. (ISBN 978-2204131902) ;
  - En néerlandais: (nl) Erik Varden, De eenzaamheid doorbreken: Over christelijk gedenken [« Briser la solitude: à propos du souvenir chrétien »], Abdij Van Berne, Uitgeverij, 2019, 224 p. (ISBN 978-9089723581) ;
  - En italien: (it) Erik Varden (trad. L. Gobbi et T. Pizzimenti), La solitudine spezzata. Sulla memoria cristiana [« La solitude brisée. Sur la mémoire chrétienne) »], Qiqajon, coll. « Sequela oggi », 2019, 151 p. (ISBN 978-8882275563) ;
- (en) Elisabeth-Paule Labat[7] (trad. Erik Varden), The Song That I Am: On the Mystery of Music [« La chanson que je suis: sur le mystère de la musique »], Cistercian Publications Inc, coll. « Monastic Wisdom Series », 2014, 154 p. (ISBN 978-0879070601).
- Erik Varden, Chasteté, une réconciliation des sens, Paris, Artège, 2025, 240 p. (ISBN 979-10-336-1641-2, présentation en ligne).